# Forte di Quattro
I Forte di Quattro (포르테 디 콰트로?, Poreute di KwateuroLR, talvolta abbreviato in 포디콰?, PodikwaLR) sono un gruppo musicale popera sudcoreano formatosi nel 2017 durante la prima edizione del talent show Phantom Singer.

## Storia
I quattro componenti del gruppo non si conoscevano prima di partecipare a Phantom Singer, alle cui audizioni si sono presentati separatamente. Il leader Ko Hoon-jeong era un attore di musical dal 2009, con una laurea in musica vocale all'Università Kyunghee. Il tenore Kim Hyun-soo faceva parte di un ensemble chiamato Weltraum prima di entrare nei Forte di Quattro; sia lui che il basso Son Tae-jin hanno studiato al College di Musica dell'Università nazionale di Seul. Lee Byeo-ri è l'unico componente del gruppo a non aver seguito una formazione musicale: autodidatta, dopo essersi laureato in seminario era diventato un drammaturgo e aveva partecipato ad alcune gare di canto amatoriali. Il nome "Forte di Quattro" può essere interpretato come "la forza di quattro persone" o "la potenza di un quartetto". Dopo essere risultati vincitori del talent il 27 gennaio 2017, hanno firmato un contratto di management con Arts & Artist, una sussidiaria di Universal Music Group, e uno di distribuzione con Decca Records. Il 21 marzo si sono esibiti all'Hong Kong Cultural Centre durante la serata degli Asian Film Awards.
Il 18 maggio hanno pubblicato il loro album di debutto omonimo, promosso da due mesi di concerti in 14 città della Corea del Sud; i 4 000 biglietti della tappa di Seul dell'8 giugno sono andati esauriti in 15 minuti, e si sono esibiti complessivamente davanti a 31 000 spettatori. Il 20 ottobre hanno ripubblicato il disco in una nuova versione contenente tre tracce in più.  Il successivo 21 novembre hanno invece dato alle stampe Classica, il loro secondo album in studio, che ha fuso testi in coreano a musiche di Rachmaninov, Čajkovskij, Mahler e Bizet. È stato anch'esso supportato da un tour nazionale.
Il 13 aprile 2018 hanno tenuto un concerto solista all'Orchard Hall del Bunkamura di Tokyo, mentre il 26 maggio hanno pubblicato un remake de L'impossibile vivere di Renato Zero insieme ai vincitori della seconda edizione di Phantom Singer, i Forestella, tenendo anche un concerto insieme all'Olympic Hall del parco olimpico di Seul. A settembre è uscito l'EP Colors.
Dopo due album focalizzati sulla musica classica e sinfonica e un EP in cui ciascun membro ha mostrato le proprie abilità personali, il terzo album in studio Harmonia (2019) ha presentato canzoni con una strumentazione minimale, utilizzando un'orchestra ridotta composta solo da otto elementi. Quello stesso anno hanno avviato una serie di concerti, denominata Unplugged, durante la quale si sono esibiti senza apparecchiature elettroniche; la serie si è poi conclusa il 16 luglio 2021.
Il 14 aprile 2020 hanno trasmesso un concerto online dal Sejong Center for the Performing Arts. Il 26 gennaio 2021 hanno pubblicato il singolo Comes True, eseguito per la prima volta durante un concerto nel 2018, mentre più avanti nel corso dell'anno sono tornati a competere in un'edizione "All Stars" di Phantom Singer.
Il 24 marzo 2022 è uscito il quarto album in studio Metaphonic, anticipato da un tour omonimo che è durato da inizio marzo a giugno e ha toccato Jeonju, Pusan, Goyang e Seul.

## Formazione
- Ko Hoon-jeong – voce
- Kim Hyun-soo – voce
- Son Tae-jin – voce
- Lee Byeo-ri – voce

## Discografia

### Album in studio
- 2017 – Forte di Quattro
- 2017 – Classica
- 2019 – Harmonia
- 2022 – Metaphonic

### EP
- 2018 – Colors

### Singoli
- 2017 – Last Moment (con Yoon Jong-shin)
- 2018 – L'impossibile vivere (con i Forestella)
- 2019 – Lacrimosa
- 2021 – Comes True
- 2022 – Ophelia

## Riconoscimenti
- Asia Model Award
  - 2021 – Premio popolarità (categoria crossover)[19]